# U.S. Route 95 (Idaho)
La U.S. Route 95 o Ruta Federal 95 (abreviada US 95) es una autopista federal ubicada en el estado de Idaho. La autopista inicia en el sur desde la US 93  hacia el norte en la BC 95 . La autopista tiene una longitud de 866,7 km (538.56 mi).

## Mantenimiento
Al igual que las carreteras estatales, las carreteras interestatales, y el resto de rutas federales, la U.S. Route 95 es administrada y mantenida por el Departamento de Transporte de Idaho por sus siglas en inglés ITD.

## Cruces
La U.S. Route 95 es atravesada principalmente por la I 84  , I 90 .